# الفتح بن محمد بن خاقان
الفتح بن محمد بن عبيد الله بن خاقان ابن عبد الله القيسي الإشبيلي، أبو نصر(480 - 528 هـ = 1087 - 1134 م): كاتب ومؤرخ، من أهل إشبيلية. ولد ونشأ فيها. وكان كثير الأسفار والرحلات، قال ابن خلكان: «خليع العذار في دنياه، لكن كلامه في تواليفه كالسحر الحلال والماء الزلال» مات ذبيحا بمدينة مراكش، في الفندق، أوعز بقتله أمير المسلمين، علي بن يوسف بن تاشفين. من تصانيفه « قلائد العقيان » في أخبار شعراء المغرب، و«مطمح الأنفس ومسرح التأنس في ملح أهل الأندلس » و«راية المحاسن وغاية المحاسن» أدب، و«مجموع رسائل» ورسالة في «ترجمة ابن السيد البطليوسي» أوردها المقري في «أزهار الرياض».

## من آثاره
ترك ابن خاقان مقطوعات شعرية قليلة ومتفرقة في المصادر ،كما خلف نثرا تجلى في المؤلفات والرسائل وتقوم شهرته على كتابين هما:
- قلائد العقيان ومحاسن الأعيان
- مطمح الأنفس ومسرح التأنس في ملح أهل الأندلس

كنز الفوائد

## كتاب قلائد العقيان ومحاسن الأعيان
يعد من أمهات المصادر في الأدب والتاريخ الأندلسيين ،اشتمل على تراجم كتيرة لطوائف متباينة من أهل الأندلس ،فكان الكتاب جزئين في أربعة أقسام ،اشتمل على نحو ثمان وسبعين ترجمة
- القسم الأول: في محاسن الرؤساء وأبنائهم .
- القسم الثاني : في غرر علية الوزراء ،وفقر الكتاب والبلغاء.
- القسم الثالت : في لمع أعيان القضاة ،ولمح أعلام العلماء .
- القسم الرابع : في بدائع نبهاء الأدباء ، وروائعفحول الشعراء .

ولما كان الفتح ابن خاقان صاحب طبع متميز ونزوع فني أصيل ،فقد انتخب في «قلائده» من الأدب الأندلسي بدائعه فقدم اختيارات من أشعار معاصريه ،ونثرا فنيا أنيقا ،لذلك يكتسي الكتاب أهمية قصوى في الأدب الأندلسي.

## راجع أيضا
- ابن البني